# Sacrifice (альбом Motörhead)
Sacrifice — дванадцятий студійний альбом англійської групи Motörhead, який був випущений 11 липня 1995 року.

## Композиції
1. Sacrifice - 3:16
2. Sex & Death - 2:02
3. Over Your Shoulder - 3:17
4. War for War - 3:08
5. Order/Fade to Black - 4:02
6. Dog-Face Boy - 3:25
7. All Gone to Hell - 3:41
8. Make 'Em Blind - 4:25
9. Don't Waste Your Time - 2:32
10. In Another Time - 3:09
11. Out of the Sun - 3:43

## Склад
- Леммі Кілмістер - вокал
- Філ Кемпбелл - гітара
- Майкл Бьорстон - гітара
- Міккі Ді - ударні